# Hongaarse Revolutie van 1848
De Hongaarse Revolutie van 1848 was een van de vele revoluties dat jaar en was gelinkt aan de revoluties in de Habsburgse gebieden. De revolutie in Hongarije groeide uit tot een onafhankelijkheidsoorlog van het Keizerrijk Oostenrijk. Vele leiders en deelnemers uit die tijd zoals Lajos Kossuth, István Széchenyi, Sándor Petőfi, Józef Bem worden als grote figuren in de Hongaarse geschiedenis beschouwd. 15 maart, het uitbreken van de revolutie, is een van de drie nationale feestdagen in Hongarije.

## De revolutie
De revolutie begon op 15 maart 1848 met demonstraties in Pest en Boeda waarbij de revolutionairen eisten om 12 punten te aanvaarden. Hierna volgden verschillende opstanden in het koninkrijk waarna de Hongaarse reformisten meer autonomie eisten binnen het Keizerrijk Oostenrijk onder gouverneur Lajos Kossuth en de eerste premier Lajos Batthyány. De nieuwe regering hervormde de wetten die bekend werden als de "aprilwetten" die een autonoom koninkrijk creëerden met de Habsburgse keizer als koning. Ze eisten ook dat de Hongaarse regering alle belastingen in Hongarije mocht innen en uitgeven en ook gezag mocht hebben over de Hongaarse regimenten in het Habsburgse leger.

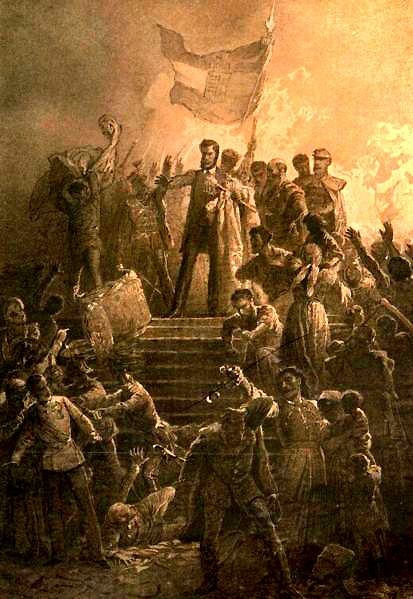
Afbeelding van artiest Mihály Zichy's waarbij Sándor Petőfi het Nemzeti dal voorleest aan de menigte op 15 maart 1848

De Hongaarse ministers probeerden in de zomer van 1848 steun te krijgen van de Habsburgers tegen de Kroatische ban Josip Jelačić om zo de dreigende burgeroorlog te verhinderen. Ze stelden voor om troepen te sturen naar Noord-Italië. Eind augustus beval de keizerlijke regering in Wenen de Hongaarse regering om plannen voor een Hongaars leger op te bergen. Jelačić ondernam hierop militaire acties tegen de Hongaarse regering.
Met de drie dreigende oorlogen (tegen de Kroaten, in het Banaat en in Transsylvanië) zagen de Hongaarse radicalen in Pest dit als een kans. Om gewelddadige confrontaties te vermijden deed het parlement concessies aan de radicalen. Gezien de eigen problemen van de Maartrevolutie in Wenen, accepteerde de Oostenrijkse regering de autonomie van Hongarije. Nadat de revolutie de kop was ingedrukt en Frans Jozef zijn mentaal gehandicapte oom Ferdinand I verving als keizer, weigerde Oostenrijk de Hongaarse autonomie. De volledige breuk tussen Wenen en Pest kwam er toen veldmaarschalk, graaf Lamberg de controle kreeg over alle legers in Hongarije (waaronder dat van Jelačić). Lamberg werd bij zijn aankomst in Hongarije aangevallen en hierop werd besloten dat het Hongaarse parlement en de regering ontbonden werd. Jelačić werd aangeduid als plaatsvervanger van Lamberg en de oorlog tussen Oostenrijk en Hongarije begon officieel.

## Onafhankelijkheidsoorlog

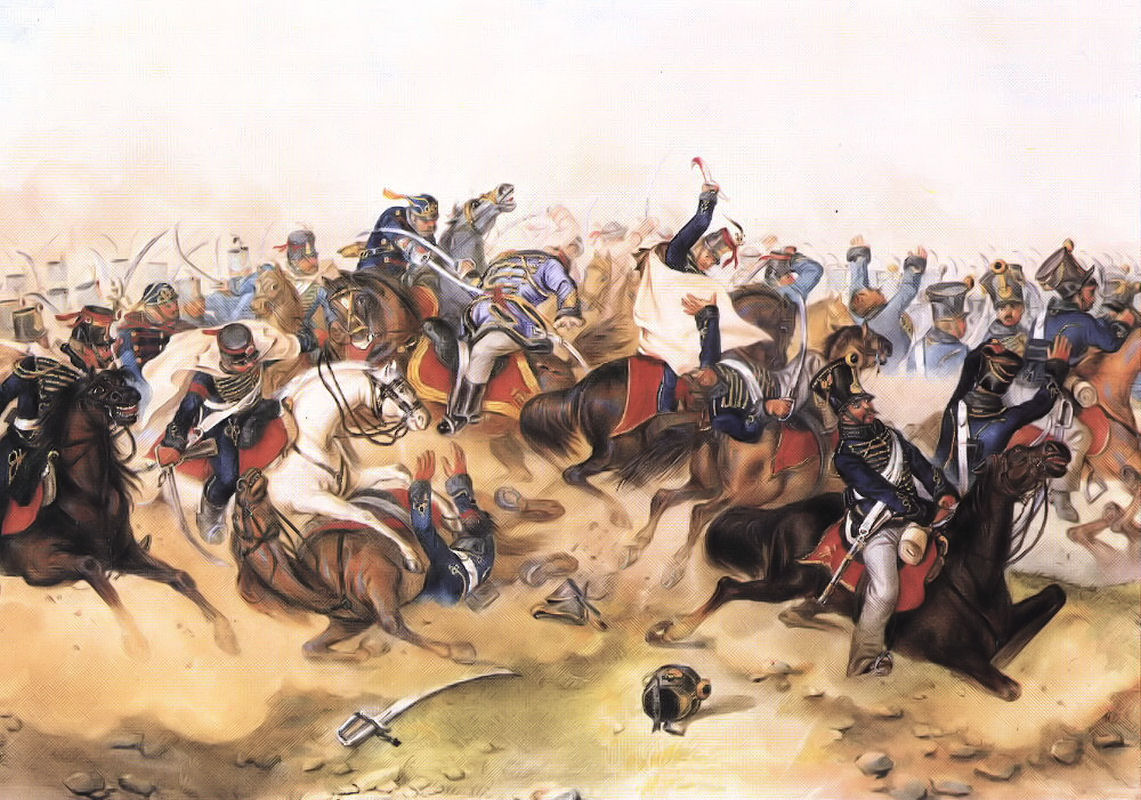
Slag bij Tápióbicske (4 april 1849).

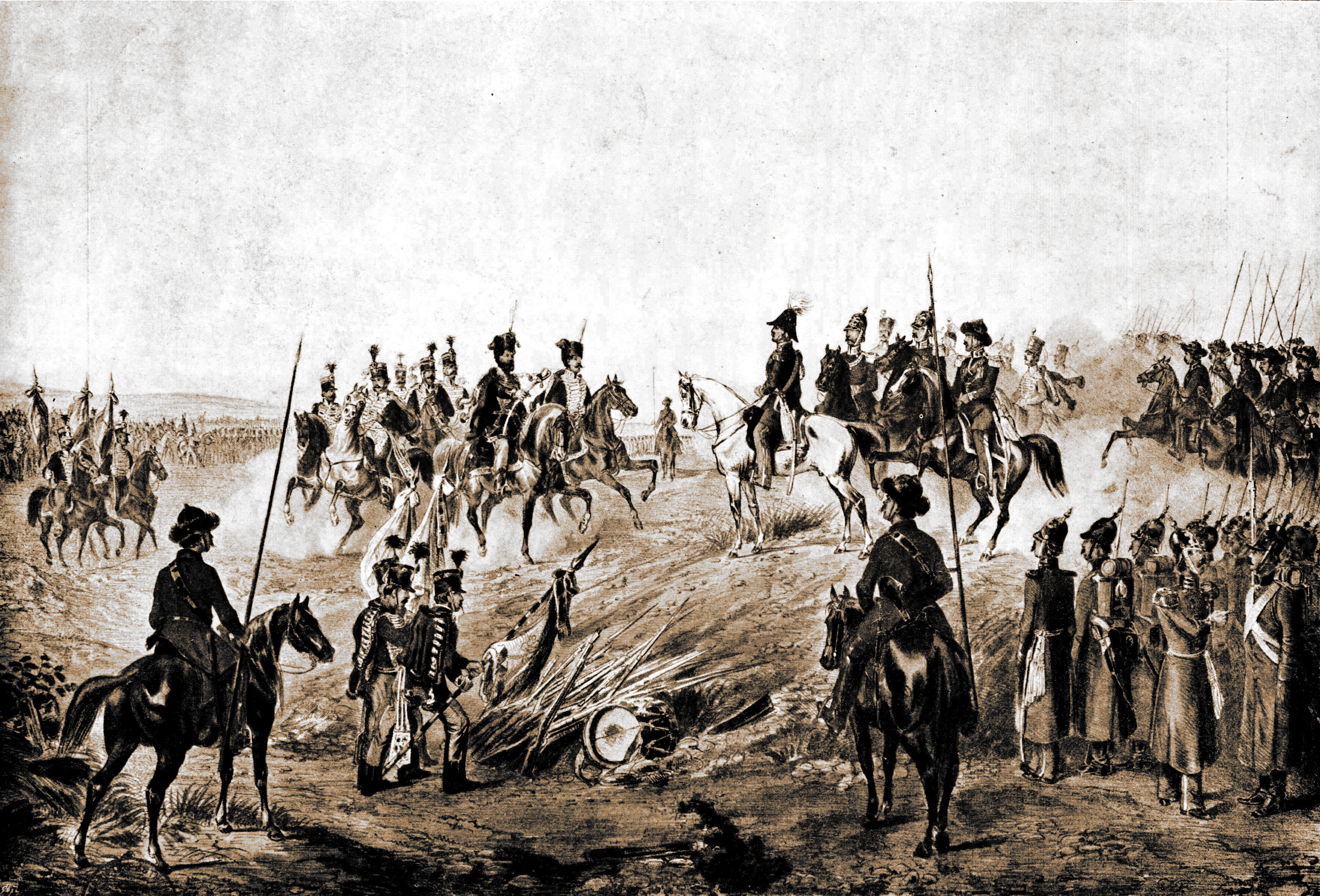
Neerleggen wapens in Világos.

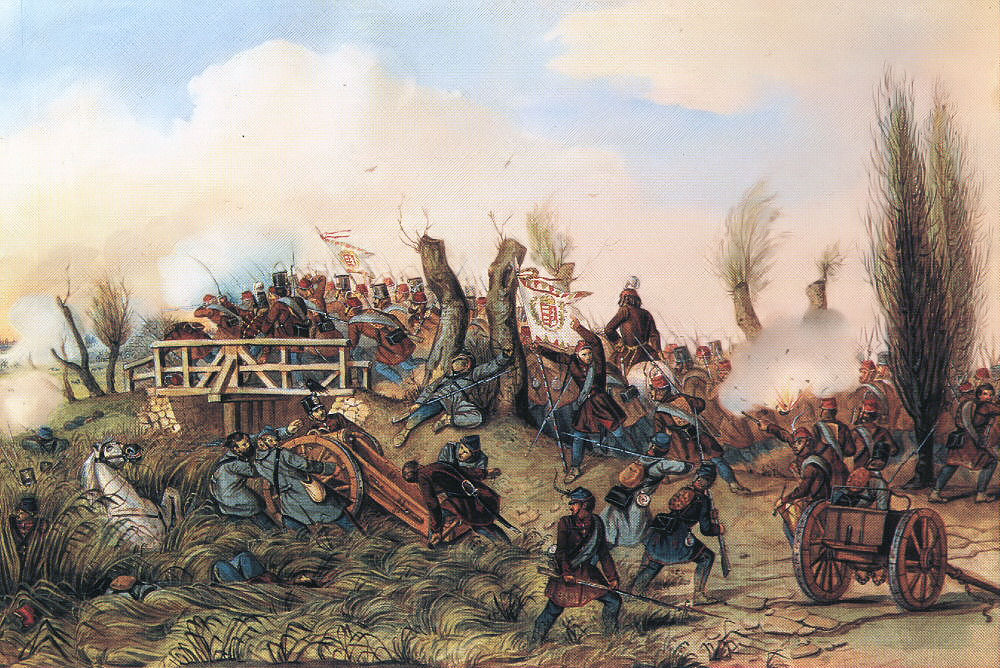
Verovering van de brug van Tápióbicske (4 april 1849).

Tijdens de daaropvolgende burgeroorlog vochten de Hongaren en buitenlandse revolutionairen, die meevochten nadat hun eigen revoluties mislukten, tegen het Oostenrijkse leger maar ook tegen Serviërs, Kroaten, Slowaken, Roemenen en Zevenburger Saksen die in het koninkrijk Hongarije woonden en die hun eigen etnische nationale eigenheid niet wilden opgeven voor de Hongaarse dominantie. Maar ook waren hier de meningen verdeeld en streden er velen mee in het Hongaarse leger.
De Hongaarse troepen wonnen in september 1848 de slag bij Pákozd en in april 1849 de slag bij Isaszeg en er werd zelfs een onafhankelijk Hongarije uitgeroepen. Door het succes van de revolutionairen riep keizer Frans Jozef de hulp in van Tsaar Nicolaas I en het Russische leger viel Hongarije binnen.
De oorlog leidde tot crisis in Wenen toen opstandigen een garnizoen aanvielen dat op weg was naar Hongarije om Jelačić te steunen. Generaal Windischgrätz en 70 000 manschappen werden naar Hongarije gestuurd om het Oostenrijkse keizerrijk te beschermen. In december evacueerde de Hongaarse regering de stad Pest.
In augustus 1849 vond de zogenaamde overgave bij Világos plaats, waarbij de Hongaren zich aan de Russen overgaven. 
Julius Freiherr von Haynau, de aanvoerder van het Oostenrijkse leger, werd nu enkele maanden gouverneur van Hongarije en hij beval de executie van de dertien martelaren van Arad en de eerste minister Batthyány in Pest.

## Einde van de revolutie
Na de oorlog van 1848-49 was het hele land in passief verzet. Aartshertog Albrecht werd aangeduid als gouverneur van Hongarije en in deze tijd begon de germanisering. Zijn grootste politieke vergissing tijdens de revolutie was een confederatie van multi-etnische republieken met de minderheden in het land, die de vijandigheid in het gebied zou verminderen. Vele volgelingen van Kossuth weken uit naar Amerika en verbleven daar en vochten later mee in de Amerikaanse Burgeroorlog.

## Veldslagen van de Hongaarse Revolutie
- Slag bij Kápolna
- Slag bij Mór
- Slag bij Pákozd
- Slag bij Segesvár
- Slag bij Temesvár